# Zlata Rodošek
Zlata Rodošek, slovenska gledališka igralka, * 26. marec 1922, Števerjan, Italija, † 30. september 2002, Ljubljana, Slovenija.
Odraščala je v Srbiji, kjer je v Novem Sadu obiskovala gimnazijo in se prvič srečala z gledališčem. Leta 1940 je vpisala študij germanistike na Filozofski fakulteti v Ljubljani. Po štirih semestrih germanistike je opravila sedem semestrov na konservatoriju, a je njen študij prekinila druga svetovna vojna in okupatorjevo zaprtje univerze. Med vojno je delovala kot statistka in v manjših vlogah v predstavah režiserja Bratka Krefta (SNG Ljubljana). Po koncu vojne, ko so sestavljali gledališke ansamble, se je odločila za Slovensko stalno gledališče v Trstu, kjer je delovala do svoje upokojitve leta 1981.
V svoji karieri je poustvarila okrog 200 likov. Poleg gledališča je nastopila tudi v več filmskih, radijskih in televizijskih vlogah ter poučevala izgovorjavo.
Njena hči je slovenska radijska napovedovalka Jasna Rodošek.

## Priznanja
Za svoje delo je prejela več priznanj, med njimi nagrado Združenja dramskih umetnikov Slovenije (1962) in Severjevo nagrado (1981). Leta 2000 je prejela tudi častni znak svobode Republike Slovenije »za zasluge na področju gledališke umetnosti«.